# Praentomobryidae
Praentomobryidae is een familie van springstaarten en telt 2 beschreven soorten.

## Taxonomie
- Geslacht Praentomobrya - Christiansen, KA et Nascimbene, P, 2006
  - Praentomobrya avita - Christiansen, KA et Nascimbene, P, 2006
- Geslacht Cretacentomobrya - Christiansen, KA et Nascimbene
  - Cretacentomobrya burma - Christiansen, KA et Nascimbene, P, 2006